# دوش گیترید

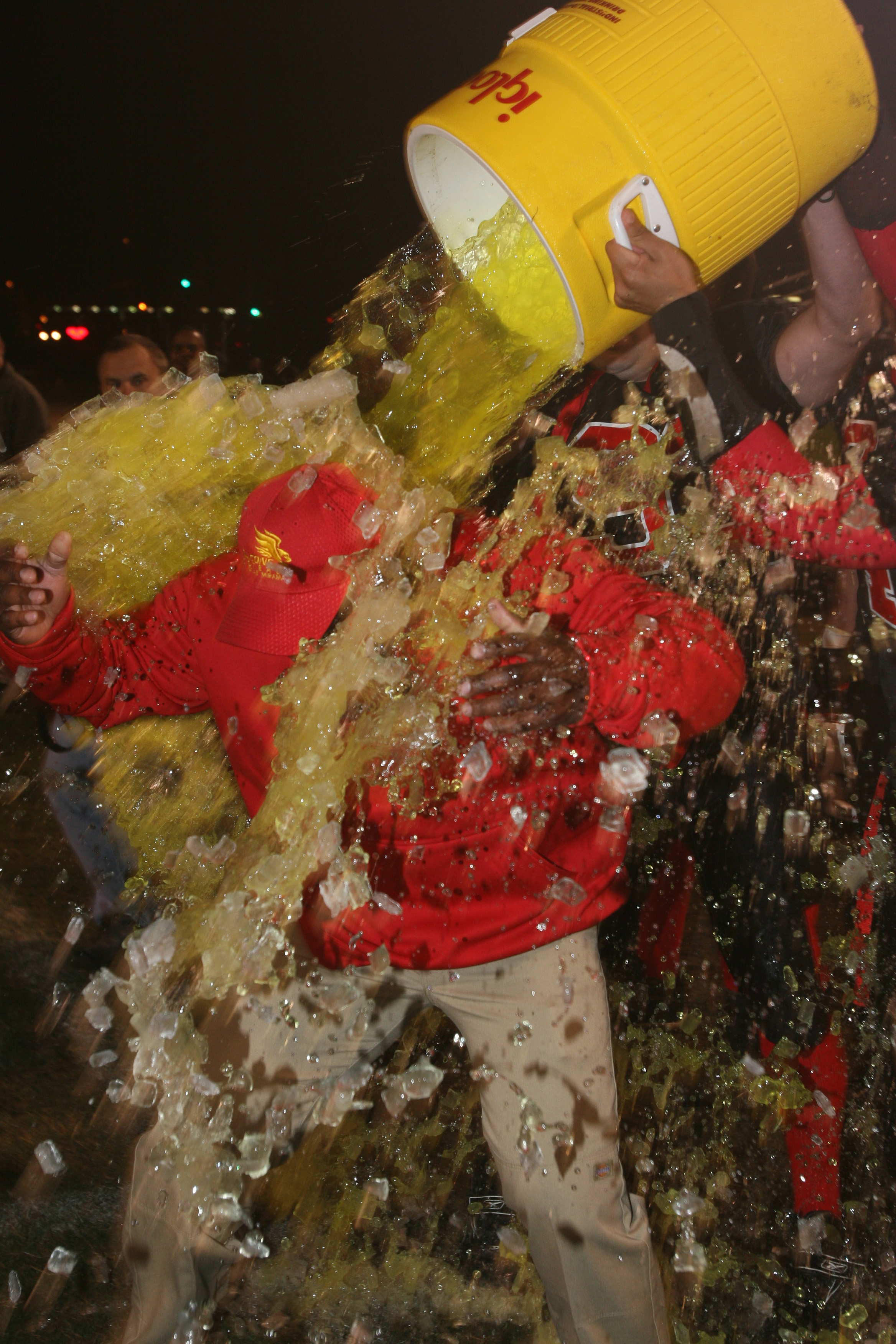
مربی تیم فالکون‌ها پس از قهرمانی تیم‌اش سطل نوشابه گیتورید را دریافت می‌کند.

حمام گیتورید (به انگلیسی: Gatorade shower) نام یک رسم در فوتبال آمریکایی و بسکتبال در مسابقات قهرمانی در آمریکا است.
در این رسم، بازیکنان یک تیم پس از قهرمانی تیمشان، به عنوان قدردانی از مربی خود، در انتهای بازی فینال یک مسابقه (از مسابقات ان اف ال یا ان بی ای، یا بی سی اس) بدون خبر و از پشت، یک بشکه نوشابه گیتورید روی مربی‌شان می‌ریزند.
این رسم از اواسط دهه ۸۰ میلادی تا کنون مرسوم بوده‌است.